# Carrer de les Galanes
El carrer de les Galanes és un carrer de la ciutat de Reus que sortia de la plaça del Mercadal, tocant a l'Ajuntament, i acabava als Quatre Cantons, la cruïlla amb el carrer de santa Anna i el de la Presó fins a l'any 1939, quan el franquisme li va canviar el nom pel de «General Goded» i va unificar els tres carrers existents, el de les Galanes pròpiament dit, i els que el continuaven, el d'Ossets i el de Singles. A partir de l'any 1979 es va dir carrer de les Galanes a tota la llargada del carrer fins a la plaça de Catalunya, on hi arribava abans el carrer de Singles. És un carrer estret, i abans encara havia portat el nom de carrer d'en Garcia, de mossèn Pere Reboster i de Bellveny. Segons Gras i Elias el carrer celebrava la festa de la seva patrona, santa Marina, amb música i balls al carrer, i en una de les cases hi havia una fornícula amb la imatge de la santa.
Fa anys, el carrer era ple de petites botigues, sobretot de queviures, i algun taller de manufactures tèxtils, amb les voreres molt estretes. Era (i és) molt transitat, i és el camí per on arriben a la plaça del Mercadal els habitants de la part nord-est de la ciutat. Conserva encara alguns comerços tradicionals.
Actualment està empedrat a un sol nivell, i s'hi poden veure algunes cases interessants. A l'inici, a més de l'Ajuntament hi ha cal Pinyol, i més enllà la del número 15, i també la façana que dona a aquest carrer de la Casa Font de Rubinat, estructurada per Domènech i Montaner, que combina a la façana el parament d'obra vista i la pedra calcària emmarcant els balcons i altres elements. En aquest carrer tenia la botiga l'impressor Pere Bofarull, i acollia la redacció i administració d'algunes revistes reusenques, com ara La Lira i Reus Alegre.